# Erysimum lagascae
Erysimum lagascae är en korsblommig växtart som beskrevs av Rivas Goday och Francisco Bellot Rodríguez. Erysimum lagascae ingår i släktet kårlar, och familjen korsblommiga växter. Inga underarter finns listade i Catalogue of Life.